# Dolmen de Biscarbó
El Dolmen de Biscarbó o la Llosa del Corralet és un monument prehistòric de l'antic poble de Biscarbó, a l'actual municipi de les Valls d'Aguilar (Alt Urgell), inclòs a l'Inventari del Patrimoni Arqueològic i Paleontològic de Catalunya.
Es tracta d'una  cista megalítica de planta trapezoïdal formada per dues lloses i una gran pedra tapa de forma circular allargada, totes tres de conglomerat. La cambra té uns dos metres de fons, una amplada mitjana i 1,1m d'alçada.
Presenta restes de túmul, fet que pot indicar que el diàmetre total era proper als vuit metres.
Fou excavada per Joan Colominas i Roca i Josep de Calassanç Serra i Ràfols, que hi trobaren restes d'ossos humans i un got de terrissa polida d'un perfil doble cònic amb nansa, que es reconstruí.

## Troballes
El material recuperat està compost de restes humanes i un vas carenat amb apèndix de botó.